# Autostopowicz (film 2007)
Autostopowicz (ang. The Hitcher) – amerykański thriller z 2007 roku, którego reżyserem jest Dave Meyers. Jest to remake filmu Autostopowicz z 1986 roku.

## Fabuła
Jim (Knighton) i jego dziewczyna Grace (Bush) to para studentów wybierająca się do nad jezioro Lake Havasu na przerwę wiosenną. Po drodze na pustyni w Nowym Meksyku zabierają ze sobą autostopowicza Johna Rydera (Bean). Nie znają jednak jeszcze jego morderczego planu...

## Obsada
Sean Bean – John Ryder

Sophia Bush – Grace Andrews

Zachary Knighton – Jim Halsey

Damon Carney – negocjator

Neal McDonough – porucznik Esteridge

Kurt Grossi – oficer Franklin

Lance Strumpf – pilot helikoptera

Travis Schuldt – Harlan Bremmer, Jr.

Danny Bolero – oficer Edwards

Kyle Davis – sprzedawca w sklepie